# Parc d'innovation
Le Parc d’innovation, situé sur la commune d'Illkirch-Graffenstaden est le technopôle de la ville de Strasbourg. Il s'étend sur 170 hectares et sa création, en 1983 est due à une décision de la communauté urbaine de Strasbourg. Ce pôle de technologie accueille de nombreuses entreprises innovantes, le siège du pôle de compétitivité Alsace Biovalley et de la SATT Connectus Alsace ainsi que le campus d'Illkirch de l'université de Strasbourg

## Présentation du parc
La décision de créer un pôle de technologie consacré à la recherche est prise par la ville de Strasbourg et la communauté urbaine de Strasbourg (CUS) en 1983. Le financement du parc est alors assuré par la CUS en partenariat avec la région Alsace, le département du Bas-Rhin et la ville d’Illkirch-Graffenstaden où il est implanté, celui-ci prenant le nom de Parc d'innovation d'Illkirch.
Le Parc d'innovation est un cluster qui permet de réunir sur un lieu commun des structures de recherche et d'enseignement publiques et privées. Le but étant de créer un environnement d'excellence pour la création et le développement des entreprises innovantes selon trois axes définis comme prioritaire : la santé, l'environnement et la mobilité. C'est une des raisons de l'implantation de l'association Alsace Biovalley en 1998, devenu pôle de compétitivité spécialisé dans les domaines des biotechnologies et de la Santé en 2005. Le pôle a permis le développement de nombreuses startups tel qu'Axilum Robotics ou Transgene,. En 2012 le parc change de nom est devient Le Parc d'innovation en étant associé à la marque Strasbourg the europtimist créée la même année

## Campus d'Illkirch
La présence du campus d’Illkirch traduit la volonté des autorités publiques de faire cohabiter au sein du parc des structures d'enseignement et de recherche, publiques et privées ainsi que des entreprises innovantes (startups) et des centres de recherche de grands groupes. L'université de Strasbourg possède plusieurs établissements au sein du parc tel que l'école supérieure de biotechnologie Strasbourg (ESBS), la faculté de pharmacie de l'université l'IUT Robert Schuman ou encore l'école d'ingénieurs Télécom Physique Strasbourg. À ces établissements publics s'ajoutent des structures privées, l’International Space University (ISU) (formations pluridisciplinaires dans le domaine spatial destinées aux futurs professionnels, astronautes et experts du domaine spatial), l'ENSIIE Strasbourg (une école d'ingénieurs publique) et l'Institut européen entreprise et propriété intellectuelle formant les acteurs de la propriété intellectuelle. Outre l'enseignement, le parc compte plusieurs centres de recherches tel que l'institut de génétique et de biologie moléculaire et cellulaire, l'institut clinique de la souris (ICS) et le centre d'analyses et de recherches (CAR).Il est aussi à noter la présence de deux CRITT : Aérial et Irepa Laser.

## Entreprises
Les entreprises Chiral et RMO y ont leur siège européen. Les entreprises Air France, Météo-France et Altran y ont leurs directions régionales. Bouygues Telecom y a un centre d’appel. On trouve les centres de recherche Capsugel, Schneider Electro, Shell, Aérial, Pôle API et Clinique de la souris. On y trouve aussi les entreprises Ortho clinical, Magirus, Transgène, Labo Schwartz, Thermo Fisher Scientific, Novalix, eNovalys, NMRTEC, Phytodia, et divers services.